# Сикст V
Сикст V (на латински: Sixtus PP V), роден Феличе Перети ди Монталто (на италиански: Felice Peretti di Montalto) е 227-ия папа в традиционното броене. Ръководи католическата църква от 24 април 1585 до 27 юли 1590 г.
Гробницата на папа Сикст V се намира в Рим, в църквата Санта Мария Маджоре.

## Живот
Бъдещият Сикст V е роден в много бедно семейство. Първоначално пасе свине, но по-късно постъпва в църквата. Издига се в църковната йерархия до кардинал. След като стария Григорий XIII умира той участва в конклава за избор на нов папа. Кардиналите избират за папа Фелипе Монтало, който приема името Сикст V.
Като папа той е известен като безмилостен понтифик и гонител на еретиците. Той канонизира св. Симон Трентски, прави и превод на Библията.

## Галерия
- Папа Сикст V
- Статуя на Сикст V в Лорето